# Гибель Фредди Грея

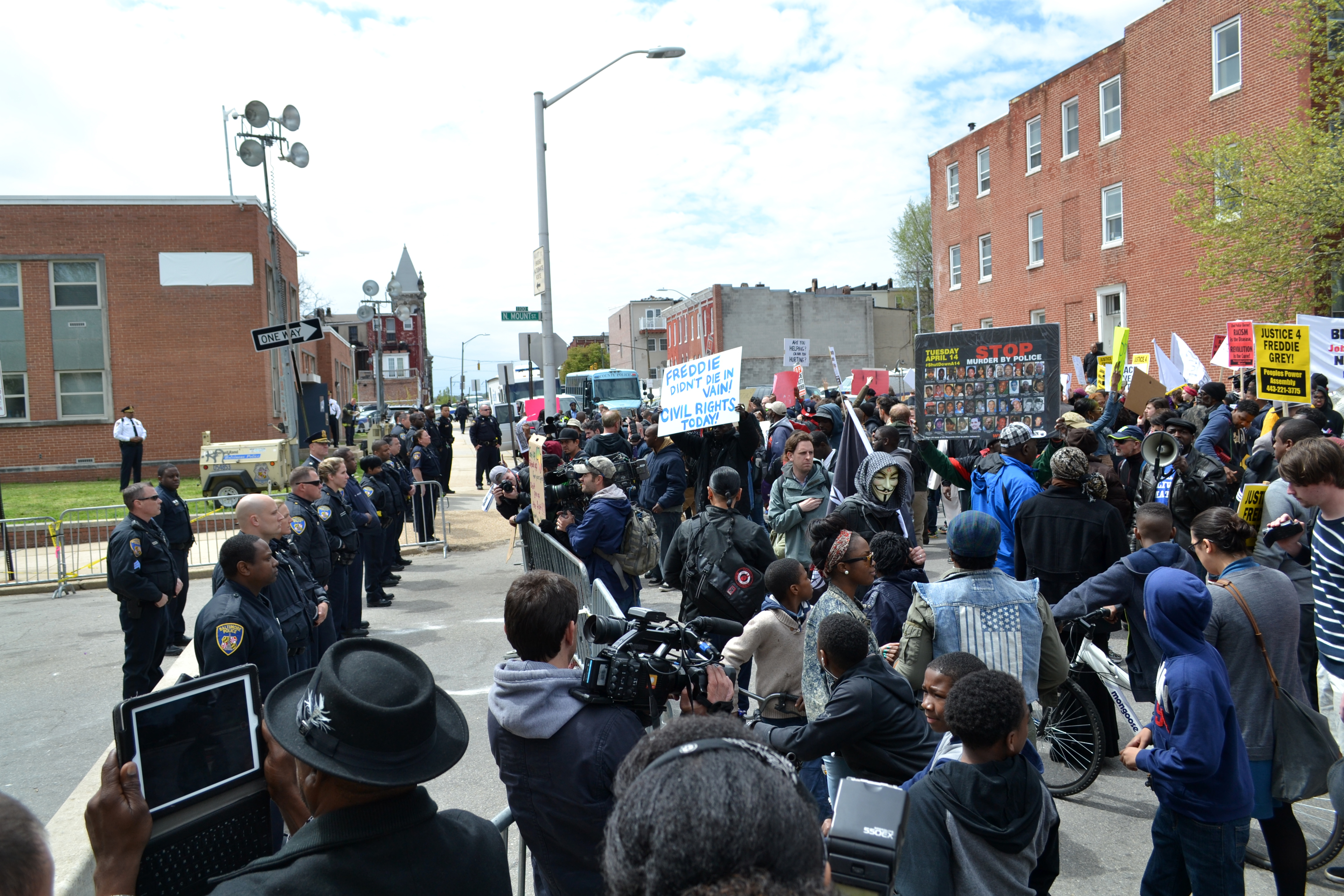
Демонстрация возле полицейского участка

Фредди Грей, чернокожий американец, погиб 19 апреля 2015 года во время транспортировки в полицейском автомобиле. Его смерть вызвала, наряду с другими подобными происшествиями, большой резонанс в американском обществе. Грей был арестован представителями полиции Балтимора (англ.) 12 апреля 2015 года. Во время транспортировки в полицейском автомобиле он впал в кому и был доставлен в медицинский центр, где позже скончался. Полицейским было предъявлено обвинение в преступлениях различной степени тяжести, вплоть до убийства, а на улицах Балтимора произошли стычки демонстрантов с представителями власти.
Спустя более чем год после начала событий четверо из семи подозреваемых полицейских были оправданы судом, с оставшихся трёх обвинения были сняты.

## Информация об участниках события

### Фредди Грей
Фредди Грею было двадцать пять лет на момент гибели. За ним числились различные правонарушения, в том числе и связанные с наркотиками. Грей привлекался двадцать раз к суду, при этом пять из дел оставались открытыми на момент его смерти и следующее слушание должно было состояться 24 апреля 2015 года.
В феврале 2009 года он был приговорён к четырём годам лишения свободы за правонарушения, связанные с наркотиками, и досрочно освобождён в 2011 году. В 2012 был арестован за нарушение режима досрочного освобождения, но позже отпущен. В 2013 году вернулся в места лишения свободы, где находился месяц до своего освобождения.

### Сотрудники полиции
- Сезар Гудсон — 45 лет[комм. 1], офицер полиции, стаж работы 16 лет.
- Гаррет Миллер — 26 лет, офицер, работал в полиции Балтимора с 2012 года.
- Эдвард Неро — 29 лет, офицер, с 2012 года в полиции Балтимора.
- Уильям Портер — 25 лет, офицер, с 2012 года в полиции Балтимора.
- Брайан Райс — 41 год, лейтенант, стаж работы 17 лет.
- Алисия Уайт — 30 лет, сержант, работала в полиции с 2010 года[5][6][7].

## Арест и смерть
Фредди Грей был обнаружен полицейскими в районе Балтимора Гилмор-Хоумс (Gilmor Homes), который известен как место с высоким уровнем преступности, связанной с насилием и наркотиками, а также финансовой необеспеченностью своих жителей. Лейтенант Брайан Райс, офицеры Эдвард Неро и Гаррет Миллер патрулировали местность на велосипедах и в 8:39 установили визуальный контакт с Греем, который, заметив полицейских, попытался скрыться. После короткого преследования Грей был временно задержан без применения силы, согласно офицеру Миллеру. У него был обнаружен складной нож с выкидным лезвием.
Позднее мнения насчёт легальности или запрещённости такого холодного оружия разошлись: так, по мнению полицейских, он запрещён в Балтиморе, в то же время по мнению государственного обвинителя, нож является легальным согласно законодательству штата Мэриленд.
Задержания Грея было задокументировано на видео двумя прохожими, на нём видно, как Грей кричит от боли, пока полицейские тащат его к микроавтобусу и сажают в него. По мнению свидетелей, Грей не мог идти во время транспортировки, его ноги не подчинялись ему. Одна из свидетельниц рассказала The Baltimore Sun о том, что Грея били полицейскими дубинками. Представитель полиции, напротив, утверждал после просмотра видео, что Грей сел в микроавтобус самостоятельно.
Согласно полицейским источникам Грей был помещён в транспортное средство в течение 11 минут после задержания и в течение 30 минут была вызвана скорая помощь, чтобы доставить Грея в больницу. Микроавтобус сделал четыре подтверждённые остановки. В 8:46 остановка, чтобы наложить кандалы, так как задержанный сильно дёргался, по мнению полицейских. Вторая остановка произошла возле бакалейной лавки. Третья, в 8:59, во время которой в микроавтобус поместили ещё одного задержанного. В 9:24 последняя остановка — полицейский участок. После того как медики занимались Греем в течение 21 минуты, он был доставлен
в травматологический центр Балтимора, где в 9:45 впал в кому.
По мнению СМИ, в отношении Грея была применена практика полицейского насилия, при котором задержанного в наручниках сажают в транспортное средство, не пристёгивая ремнями безопасности. При агрессивной манере вождения это может привести к многочисленным травмам.
Фредди Грей умер в больнице через неделю после задержания, имея многочисленные повреждения позвонков.

## Последствия

### Расследование
Полицейский департамент Балтимора отстранил шестерых полицейских, участвовавших в аресте, от работы. 25 апреля 2015 года представитель полиции Энтони Баттс высказал мнение, что полицейские не оказали надлежащей медицинской помощи Фредди Грею.
Министерство юстиции начало собственное расследование инцидента.

### Предъявленные обвинения
1 мая 2015 года, после получения результатов судебно-медицинской экспертизы, государственный обвинитель заявил о вынесении обвинения в нарушении уголовного кодекса шести работникам полиции. Все шесть полицейских были взяты под стражу, но позже отпущены под залог после уплаты 250 тысяч (в двух случаях) и 350 тысяч (в четырёх случаях) долларов США.
- Офицер Сезар Гудсон — младший, был за рулём микроавтобуса. Обвиняется (тут и далее по всем подозреваемым наиболее тяжкие обвинения)[комм. 2] в убийстве второй степени и непредумышленном убийстве. При обвинительном приговоре в убийстве второй степени срок наказания может достигать 30 лет.
- Офицер Уильям Портер, лейтенант Брайан Райс и сержант Алисия Вайт обвиняются в непредумышленном убийстве. Срок наказания при этом обвинении может достигать 10 лет.
- Офицеры Гаррет Миллер и Эдвард Неро обвиняются в нанесении телесных повреждений. Эти два офицера были отпущены под залог в 250 тысяч.

### Судебные разбирательства
Слушания были проведены (за исключением Портера) в 2016 году.
- Уильям Портер — оправдан в декабре 2015 года, так как присяжные не смогли прийти к согласию[15]. Повторный процесс был назначен на 6 сентября 2016 года[16][17].
- Эдвард Неро — 10 мая начало процесса. Был признан невиновным по всем пунктам обвинения окружным судьёй Барри Уильямсом (англ. Barry G. Williams) 23 мая 2016 года[18]. Судья запретил Неро и его адвокатам высказывания на тему процесса до окончания судебных разбирательств в отношении других полицейских[19].
- Сезар Гудсон — 6 июня начало процесса. Был признан невиновным по всем пунктам обвинения окружным судьёй Барри Уильямсом.
- Брайан Райс — процесс начался 5 июля. Невиновен по всем пунктам обвинения.
- С оставшихся трёх сотрудников полиции (Гаррет Миллер, Уильям Портер, Алисия Вайт) были сняты все обвинения[20].

В промежутке между слушаниями по делу Райса, Дуглас Колберт, профессор права из Мэрилендского университета права (англ. University of Maryland School of Law) указал, что в суде происходит то, чего опасались многие в Балтиморе — полицейские давая показания покрывают друг друга (англ. the testimony of Nero, Porter and Novak showed what many people in Baltimore fear about the prosecution of police: that officers protect one another on the witness stand.).

### Компенсация
Семья Фредди Грея получит в общей сложности 6,4 млн долларов США.

## Комментарии
1. ↑  Возраст для всех сотрудников полиции указан на момент гибели Фредди Грея.
2. ↑  В судебной системе США при вынесении обвинительного приговора срок лишения свободы может суммироваться по каждому из эпизодов обвинения.